# 普基镇
普基镇，是中华人民共和国四川省凉山彝族自治州普格县下辖的一个乡镇级行政单位。2021年1月12日，撤销永安乡和向阳乡，将原永安乡和原向阳乡流租脚村、谭家营村、乃乃沟村、森科洛村、筲箕村1组、3组、4组及黎安乡沙里村5至6组所属行政区域划归普基镇管辖。

## 行政区划
普基镇下辖以下地区：
城北社区、城南社区、温泉社区、正街村、下坝村、红军树村、新农村、文倡村、顺河村和田坝村、扯扯街村、古家坪村、洛乌村、永安村和三坝村、流租脚村、谭家营村、乃乃沟村、森科洛村、筲箕村1组、3组、4组、沙里村5至6组。